# Живко Павловић
Живко Павловић (Башин код Смедеревске Паланке, 1/13. март 1871 — Београд, 25. април 1938) био је официр српске војске, дивизијски генерал југословенске војске, професор, управник Војне академије, војни писац и академик.
Рођен је у селу Башин од оца Гаврила и мајке Ане Петровић. Променио је своје рођено презиме Петровић у стричево презиме Павловић, код кога је живео са маћехом после смрти својих родитеља. После завршетка основне школе, Живко је уписао Крагујевачку гимназију. У то време у Војној академији је радио млади официр (будући војвода) Степа Степановић, што је допринело да Павловић упише нижу школу Војне академије 1892. године. Класни друг му је био будући армијски генерал и министар војске и морнарице Петар Пешић.
После завршетка Академије, Живко је био водник, а након тога је уписао Вишу школу Војне Академије 1. септембра 1894. године. У наредном периоду прошао је све дужности од водника у Моравском артиљеријском пуку, до командира батерије. Од 1899. до 1892. је био на генералштабној припреми у Београду. Године 1902. је послат у Берлин на усавршавање. После повратка из Берлина постао је ордонанс официр краља и ту дужност је обављао до 1905. године. Две године касније постао је ађутант краљевића Ђорђа, а након те дужности био је и професор Александра Карађорђевића у периоду од 1908—1911. Од 1910—1912, вршио је функцију начелника Оперативног одељења Главног генералштаба и на том положају се задржао до почетка Првог балканског рата.
Пред Први балкански рат изабран је међу четворицом најближих Путникових сарадника и тада је постао шеф одсека за израду наређења у оперативном одељењу Врховне команде а после окончања службовања на том положају, био је у делегацији која је закључивала мир у Лондону. Учествовао је у опсади Скадра, када је унапређен у генералштабног пуковника, а касније је учествовао и у Брегалничкој бици. Након ове победе војвода Путник је ургирао да се на његов предлог ванредно унапреди у чин генерала али је он то одбио.
На почетку Првог светског рата, Павловић је руководио мобилизацијом становништва. Био је блиски сарадник Радомира Путника и заједно са њим је разрађивао планове за битке. После Тројне офанзиве, влада је сменила Радомира Путника, а заједно са њим и Живка Павловића његовог заменика. Дошао је у сукоб приликом планирања Солунског фронта са Живојином Мишићем и његов план није усвојен. После победе на Кајмакчалану, смењен је са функције команданата Шумадијске дивизије и послат је на лечење од маларије.
После рата је унапређен у чин генерала 1919. године. Исте године је постао управник Војне академије у Београду, да би 1920. постао помоћник команданта Прве армијске области и командант Јадранске дивизијске области. Пензионисан је три године касније. На предлог Јована Цвијића, изабран је за редовног члана Српске краљевске академије 1921. Увршћен у ред највећих војсковођа српске и југословенске историје.

## Младост и школовање
Рођен је 1/13. марта 1871. као Живко Петровић у селу Башин. То село је припадало Јасеничком срезу Смедеревског округа. Родитељи су му били сиромашни земљорадници, Гаврило и Ана Петровић. Живков отац Гаврило у старом крају је био хајдук и дошао је у Јасеницу из равне Сјенице. Мада је Гаврило Петровић био неписмен, сиромах и надничар, учествовао је у оба Српско-турска рата (1876—1878) као четовођа а командовао је и батаљоном и за изузетно војничко држање одликован је златном и сребрном медаљом за храброст. Мајка Ана Петровић (рођена Старчевић) родила је с Гаврилом само Живка, јер је умрла после две године. После Анине смрти Гаврило се оженио њеном блиском рођаком Анђом, с којом је имао сина и кћерку. Основну школу је завршио у селу Церовцу.
Још у основној школи се издвајао посебном бистрином, па чак је и свом учитељу, Матеји Ђорђевићу, помагао у настави, па су га због тога, по тадашњим обичајима, назвали цензор. Његови школски другови Зарија Сарчевић и Ананија Јевремовић говорили су да је много волео школу. Школовање је одмалена било за Живка тешко и само најупорнији су могли да издрже такве тегобе. По препоруци учитеља Матеје Ђорђевића, Живко је уписан у Крагујевачку гимназију. Његова маћеха Анђа, после Гаврилове смрти, остала је на имању са још двоје деце. У почетку га је помагао деда по мајци, али и он је убрзо преминуо. За време школовања у Крагујевцу становао је код једног апотекара, коме је за становање био дужан да пере судове и спрема дрва за ложење. Поред ових послова није био ослобођен ни неких других кућних послова. У овом периоду Живков стриц Павле је неко време бринуо о њему, доносећи му храну из села Рамаћа у Крагујевац. У знак захвалности за велику бригу, Живко је променио своје рођено презиме Петровић у стричево Павловић. Касније је наставио да се потписује презименом Павловић и тако је и остало до краја живота. Једина веза са оцем била је монограм његовог имена са којим се потписивао на свим војним документима.

Док смо ми завршавали први разред, Живко је већ сам научио књиге и из другог разреда. Одликовао се још одмалена, неком необичном озбиљношћу и отменошћу, које се не може научити ни у једној школи, ни у једном заводу за васпитање.”

Нижу школу Војне академије је уписао после положеног пријемног испита 1. септембра 1889. године, као питомац 22. класе. У том периоду млади официр Степа Степановић је био професор на Војној академији па су се многи питомци одлучивали да упишу баш ту школу а међу њима и Живко Павловић. Школовање је завршио као артиљеријски потпоручник 16. септембра 1892, као седми у рангу од педесет питомаца. Од шесторице испред Живка само је у војсци остало познатије име армијског генерала и министра војске и морнарице Петра Пешића.

## Активна служба
Активна служба Живка Павловића почиње на месту водника у Дринском артиљеријском пуку у периоду од 1892. до 1894. године. Вишу школу војне академије уписао по обављеном пријемном испиту 1. септембра 1894. године, као девети у рангу од четрнаест питомаца. Од 1896. до 1898. био је био водник III брдског дивизиона Моравског артиљеријског пука у Алексинцу. 1898. године био је командир VII батерије III дивизиона Моравског артиљеријског пука у Алексинцу. После проведеног прописаног времена у служби на месту командира батерије, допуштено му је да се пријави за приправника у генералштабној струци. Од 1899. до 1902. се налазио на генералштабној припреми у Команди активне војске у Београду. Након две године припремног рада произведен у чин генералштабног капетана I класе 1901. године. У периоду 1902. године, шест месеци је провео као државни питомац на усавршавању у Берлину. У Берлину проучава дело Карла фон Клаузевица изучавајући немачку доктрину и прецизност у научном приступу изради ратних планова. По повратку у земљу од 19. фебруара 1903. године, био је командант 2 батерије у 17. пешадијском пуку. Од 23. јула 1903. године, помоћник начелника Штаба Тимочке дивизијске области. У периоду од 18. марта 1903. до 31. маја 1905. године био је ордонанс официр краља. 24. априла 1904. поред редовне дужности био је и у Општевојном одељењу Министарства војног. У чин генералштабног мајора унапређен је 6. априла 1904. године. На нову функцију команданта II батаљона VII пешадијског пука постављен по окончању претходне дужности. Још као млади официр Живко Павловић се истакао многим војничким врлинама: дисциплином, уредношћу и одговорношћу. Управо због тих особина именован је у периоду од 14. маја 1906. до 1. јануара 1907. године за ађутанта краљевића Ђорђа.
Од 8. јула 1906. године налазио се такође у Ђенералштабном одсеку Општевојног одељења Министарства војног, да би потом био премештен за команданта XVIII пешадијског пука. За начелника штаба Коњичке дивизије постављен је 7. септембра 1907. године. У истом периоду од 3. августа 1906. па све до почетка Првог светског рата био је прво хонорарни а касније и редовни професор Тактике на Нижој школи Војне академије. За професора престолонаследника Александра именован је у периоду 1908—1911, предајући му стратегију и војну географију. У чин генералштабног потпуковника унапређен је 29. марта 1909. године. Од 1910—1912, био је начелник Оперативног одељења Главног генералштаба и на том положају се задржао до почетка Првог балканског рата.

## Балкански ратови
У Врховној команди српске војске нарочито се истакао својим осмишљеним и зрелим закључивањима, чиме је стекао наклоност и поверење начелника Штаба Врховне команде војводе Радомира Путника. Пред Први балкански рат изабран је међу четворицом најближих Путникових сарадника и тада је постао шеф одсека за израду наређења у оперативном одељењу Врховне команде. Од тада је непрестано био уз старог и оронулог силним ратовима војводу Путника, све док је он био начелник Штаба Врховне команде и начелник Главног генералштаба. Истакао се као аналитичар догађаја везаних за ратовања српске војске и генерал (потоњи војвода) Живојин Мишић га је веома ценио. У неколико ситуација је својим оптимизмом и истрајношћу соколио чланове врховне команде па и самог војводу Радомира Путника. Као признат војни зналац, у новембру и децембру 1912. и јануару 1913. године учествовао је као експерт наше делегације у закључивању мировног споразума у Лондону.

„Међу најбољим нашим официрима једно од првих места заузима пуковник Павловић. Он је учествовао у стварању ратног плана, при његовом извођењу је био у Врховној Команди; када је примирје закључено одређен је за стручног војничког експерта при преговорима у Лондону, а сада, када су настављене ратне операције пуковник Живко добио је један од најважнијих положаја, одређен је за начелника штаба новоформиране српске армије, која има за задатак да узме тврди град Скадар на Бојани.”

Војнички је сазрео нарочито током опсаде Скадра крајем 1912. и почетком 1913. године. Дана 14. јануара 1913. унапређен је у чин генералштабног пуковника да би већ у фебруару био именован за начелника штаба у Приморском корпусу. Командант те целокупне војске био је генерал (будући војвода) Петар Бојовић.
 У саставу била је целокупна црногорска војска око Скадра, две српске дивизије и велики део опсадне артиљерије. Према плановима које је израдио Живко, Скадар је могао да се освоји за два сата борбе. У томе га је спречила наредба Николе Пашића, који је телеграфисао да се обустави сваки рад. Јула месеца враћен је поново на место начелника Оперативног одељења Врховне команде. У том периоду исказао је свој сјајан допринос војничког знања и одлучности у планирању и победоносном завршетку Брегалничке битке захваљујући правовременом реаговању када је на његов предлог војвода Путник наредио контраофанзиву. Након тога је слао службене дописе у Русију (посланику Спалајковићу) и у Француску. На овом положају од војводе Путника добијао је уважавања и признања, јер је као његов главни сарадник доносио стратегијска документа важна за будућност целокупне војске. Чак је војвода и ургирао да се на његов предлог унапреди ванредно у чин генерала, међутим Живко је то одбио уз образложење да не жели да прескаче своје другове. Након завршетка Балканских ратова враћен је у Војну академију на место професора Тактике у периоду ратног прекида, школске 1913—1914. године.

## Први светски рат

### Мобилизација
Објава рата, 28. јула 1914. затиче Краљевину Србију без двојице њених највећих војсковођа, пензионисаног Живојина Мишића и болесног Радомира Путника. Терет организације и мобилизације српске војске пао је на Павловићева плећа. Тај посао је обављао савесно и тачно упркос тешким условима. По Путниковом повратку са лечења, краљ Петар I одбија његову оставку на место Начелника штаба Врховне команде и саветује му да ангажује млађе официре да му помогну у стварању и реализацији ратних планова. Реактивиран је генерал Живојин Мишић и постављен за првог помоћника. У том периоду Живко Павловић је поново један од најближих сарадника војводе Радомира Путника и генерала (потоњег војводе) Живојина Мишића. У наредним годинама, нарочито током 1914. и 1915, Живко Павловић је испољио најбоље особине савременог ратника и војсковође. Након одласка генерала Живојина Мишића са места помоћника начелника Штаба Врховне команде на положај команданта Прве армије, пуковник Живко Павловић је постављен на тај положај уместо њега. Убрзо је показао своје високе војничке способности, које је потврдио у планирању операција и остварењу исхода Колубарске битке. Већ у овом периоду војвода Путник је био тешко болестан, па је у своје одаје примао само свог помоћника Живка Павловића. Већ тада су се међу војницима испредале приче да пуковник Павловић о свему одлучује уместо Путника. То је демантовао сам Павловић, рекавши да је Путник све време држао конце у својим рукама и да је чак и кроз најтеже нападе астме смогао снаге да каже свом помоћнику „Господине Живко, то овако не може!“, или „Добро је, дајте да потпишем.“ Целокупни период Колубарске битке је обележило неслагање двојице команданата, Путника и Мишића. Међутим, Мишићева иницијатива о повлачењу ради креирања противофанзиве и контранапада је превагнула над Путниковом дефанзивном тактиком. Тај моменат је пресудно деловао на Живка Павловића и његов однос према Живојину Мишићу. Оштро је критиковао Мишића и пажљиво посматрао његове поступке у нади да ће у њима пронаћи грешку. Када више није могао доказати да је противофанзива промашај, могао је да критикује њено спровођење. На крају се ипак Мишићева тактика показала као успешна. Убрзо затим Живко Павловић је 25. новембра 1915. године преузео и највећу одговорност, када је именован за заступника начелника Штаба Врховне команде, уместо смењеног војводе Путника. Руководећи повлачењем српске војске преко Црне Горе и Албаније на положају заступника је остао до 30. децембра 1915. године.

### Тројна инвазија и Шумадијска дивизија
„Та његова војничка активност је била инспирисана стратегијском доктрином Наполеоновог стила која је била примењивана са одлучношћу, упорношћу и енергијом, а изражена низом сјајних маневарских потеза.”

Тројном офанзивом Централних сила 1915. године, Српска војска се није могла одупрети, нити извести евентуални контранапад. Танка линија фронта је попуцала по свим шавовима, а дуго очекивана помоћ Грчке или савезника је изостала. У таквој ситуацији Српска војска се повлачила. Одбачен је Мишићев план о противофанзиви у западној Србији. Врховна команда је наредила повлачење преко Албаније. Тај потез се није свидео Пашићевој влади, па је већ у јануару 1916. свалила на Путника кривицу за пораз и сменила или пензионисала целу Врховну команду. Главни разлог за овај чин се састојао у потреби Влади за јединственом војском, без подељености међу различитим ауторитетима, што је и добила уклањањем болесног Путника. За новог начелника Штаба Врховне команде именован је генерал Петар Бојовић, тако да ту више није било места за пуковника Павловића, као блиског сарадника смењеног Путника. Павловић је прекомандован на дужност команданта Шумадијске дивизије. Новог команданта дивизије војници су дочекали са одушевљењем, мада су сви знали да је то био акт неправде. За некадашњег „другог човека“ у дотадашњој Врховној команди, дивизија је била ситна јединица. Омиљеност Живка Павловића међу војницима била је несумњива, нарочито је саборце инспирисао личним примером. Забележено је да је приликом напада на Ветерник изашао на прву линију фронта пред пешадијски напад на своју јединицу, изнурену вишечасовним гранатирањем. До тада малаксали, клонули и поколебани војници су захваљујући командантовим присуством и његовом мирном појавом, добили нову снагу и спонтано кренули у јуриш поразивши непријатеља. У знак захвалности, поклонили су му прибор за јело начињен од остатака артиљеријске муниције.

### Планови за пробој Солунског фронта и сукоб са Живојином Мишићем
Током друге половине августа 1916. планови за пробој Солунског фронта су стварани у Павловићевом дивизијском штабу у Суботском, селу испод Ветерника. У Павловићевој соби је на столу била постављења топографска карта. На чело стола је сео председавајући, престолонаследник Александар, а са стране начелник штаба Врховне команде генерал Петар Бојовић и команданти Прве, Друге, и Треће армије - војводе Живојин Мишић, Степа Степановић и генерал Милош Васић. Пошто су сви констатовали офанзиву као неминовност, Мишић је предложио напад са нашег левог крила у циљу враћања положаја које су Бугари задобили повлачењем Француза и српске I и II армије. Од успеха те акције је зависила друга фаза пробоја која је подразумевала велику помоћ савезничких трупа. Васић је одмах прихватио предлог, док се Степановић колебао. Ипак, предлог је усвојен, а за циљ постављен правац ка Соколу и Добром пољу. За то време пуковник Павловић је мирно пратио ток разговора. Он није имао право активног учешћа, већ је позван као домаћин, у својству посматрача. При одласку, престолонаследник Александар се обратио Павловићу за мишљење о новоусвојеном плану. Живко Павловић се није слагао са таквим решењем и предлагао нешто друго. Престолонаследник је вратио команданте назад за сто, да саслушају Павловићев предлог. Предлог се састојао од брзе и тајне припреме удара на најтежем правцу Соко – Добро поље – Козјак. Непријатељ се не би надао таквом нападу због лошег терена и тренутног одсуства комуникација. Теренска надмоћ и вештина српског војника би српској војсци омогућила надмоћност на кључним тачкама. Успешно извођење плана би поделило непријатељске линије, угрозило их са више страна и најдаље померило линију фронта. Избегле би се и веће жртве, јер је план укључивао само правовремено дејствовање ојачане II армије. Мишић је план одбацио као ризичан аргументујући свој став искуством из 1914. и Колубарском битком. Павловић и Степановић су се сложили да такав аргумент не стоји, већ да баш искуство из 1914. говори о резултатима правовремене акције, добро испланиране у Врховној команди. Ту је нетрпељивост између Мишића и Павловића кулминирала. Разговор је скренут на неку другу тему, пуковников предлог није ни узет у обзир дајући призвук фарсе целој расправи о њему.

### Смена и болест
Након победе на Кајмакчалану, у Шумадијској дивизији је владала малодушност због болести команданта. Живко Павловић је тада боловао од маларије и отишао на лечење у болницу. Смењен је у септембра 1917, а разлог за смењивање био је неуспех ове јединице у пробоју Солунског фронта. За војног изасланика у Атини је упућен 2. новембра 1917. године и на том положају је остао и након завршетка рата до 1919. године. Детаљи о Павловићевом раду у том периоду су остали непознати. Међутим, одликован је грчким орденом Ђорђа I, III степена за заслуге у дипломатији. У чин генерала је унапређен 28. новембра 1919. године, након шест година проведених у чину пуковника. Разлог за одгађање његовог унапређења у чин генерала треба тражити управо у престолонаследнику Александру, који се плашио због последица разрачунавања са официрима на Солунском процесу, као и због сујете осталих високих официра коју су се плашили интелектуалног узлета Живка Павловића. То се најбоље одсликава у телеграму који је послао тадашњи министар војни генерал Михаило Рашић, у коме му замера на недоличном понашању према краљу и његовој породици за време повлачења преко Албаније. Такође га оптужује за држање здравице Драгутину Димитријевићу Апису и поручује му или да очисти љагу са имена или да поднесе оставку. Живко Павловић се обраћа очевицима догађаја и у Министарство војно убрзо стиже деманти. Ауторитет краља Петра I је био пресудан у његовом спашавању, али стари краљ је убрзо умро и тако је Живко Павловић остајао без свог последњег ослонца.

## Служба у новонасталој држави
После Првог светског рата именован је управником Војне академије, 10. јуна 1919. године, и на том положају се задржао до 7. октобра 1920. године. У време доласка Живка Павловића за управитеља Војна академија је доживела највише промена. Током рата од његовог реномеа је остало само име, јер је Краљевина Србија изгубила велики број школованих официра. Тиме се осетио велики недостатак у професорском кадру. Формирањем нове државе Краљевине Срба, Хрвата и Словенаца, та нова држава неупоредиво већа од Краљевине Србије, захтевала је више војске а самим тим и већи број нових официра. У то време започиње и примање великог броја нових питомаца. Укупан терет преуређења високих војних школа у новој држави понели су официри војске Краљевине Србије, који су уједно били и њени први послератни професори док су највећи терет понели управници а међу њима и Живко Павловић као један од њих.
За помоћника команданта Прве армијске области именован је 7. октобра 1920. године након завршетка мандата управника Војне академије. Током своје дужности на позицији команданта променила су се један војвода и два генерала. Команданти те новоформиране армијске области са седиштем у Новом Саду били су његови саборци из Првог светског рата.
Први командант је био његов претпостављени војвода Петар Бојовић, који се на овој дужности задржао до одласка на нову дужност начелника Главног генералштаба јануара 1921. године. Други командант је био генерал Милош Васић који је са ове дужности отишао на дужност министра војске и морнарице 3. јануара 1922. године. Генерал Љубомир Милић био је трећи командант и са ове дужности је отишао у пензију. Из овог кратко службовања на месту помоћника се види да је Живко Павловић умногоме утицао на даље службовање и напредовање својих претпостављених јер су махом сви после ове дужности одлазили на значајније војне функције док их је он у периоду до именовања новог команданта сва три пута заступао. Дана 15. јануара 1923. године постављен за помоћника команданта Треће армијске области у време када је командант био генерал Пантелија Грујић. На овој дужности се задржао кратко само десет дана. Пензионисан је 25. јануара 1923. године због неслагања са краљем Александром I Карађорђевићем. Разлог за прерано пензионисање се налази у идеји генерала Павловића да се војска деполитизује, а краљ је сматрао да је ова идеја опасна. Након дуго времена одлуком врховног команданта преведен у резерву унапређењем у нови чин дивизијског генерала, 26. августа 1930. године. Тиме му се барем делимично врховни командант, краљ Александар I Карађорђевић одужио за постигнуте резултате у научној и војној служби.

## Чланство у Српској краљевској академији
Током Првог светског рата у знак признања стечених у рату, генерал Живко Павловић је 1916. године изабран је за почасног члана Академског друштва за међународну историју, у Паризу. Следеће 1917. године изабран је за почасног члана Латинске академије за науку, књижевност и уметност, која се такође налазила у Француској.
За време редовног војног службовања на предлог Јована Цвијића, изабран је 19. фебруара 1921. за редовног члана Српске краљевске академије, приступну беседу је одржао у октобру. Секретар Академије друштвених наука био је у периоду од 7. марта 1925. до 6. марта 1928. године, а такође је био члан Српског културног клуба. О Живку Павловићу чланови Српске краљевске академије су имали само речи хвале. Најупечатљивији је био говор председника Јована Цвијића приликом пријема.
Нарочито је истицан допринос српске војске националном делу, па се Цвијић накратко осврнуо и на Павловићевог претходника генерала Јована Мишковића, коме је истакао војничке, људске и научне заслуге. Тиме је директно упоредио непосредну, блиску везу између војске и народа. Из приступне беседе генерал Живко Павловић је описан до најситнијих танчина, а нарочито је истакнуто његово залагање током Великог рата на територији Србије, истицане су његове заслуге у Врховној команди, поготову током Колубарске битке и на Солунском фронту. Значај генерала Павловића Цвијић је описивао географски:
Његов војнички потенцијал произилази из доброг познавања конфигурације земљишта у командовању!
Тиме је уздигао значај Живка Павловића и представио га је као визионара а не као канцеларијског официра способног за искључиво читање топографских карти.

„Безброј је наших официра, и знаних и незнаних јунака који су показали војничког дара, иницијативе, смелости, јунаштва. Томе одају и имају да одају признање и почаст друге институције наше државе. Академија је наука желела указати своје признање целој српској војсци, награђујући оне њене врлине које спадају у домен Академије: научни дух и методе. Зауставили смо се једнодушно на вама.”

Говор Јована Цвијића приликом пријема Живка Павловића у Српску краљевску академију
Занимљив је и део Цвијићеве беседе у којем настоји да помогне генералу Павловићу и тиме делимично исправи своју оцену о заслугама војводе Живојина Мишића у вођењу Колубарске битке. Овај поступак је био од стране председника Академије срачунат и намерно исказан, чиме је наглашено да чланови Академије треба да буду примери уважавања, ослобођени свих слабости у вредновању тековина других стваралаца. Тиме је Павловићу директно сигнализирао да је величајући моћ командовања негирао и сопствено схватање тадашњих прилика. У основи, Цвијићево схватање тадашњих прилика је описано кроз даљу беседу:
Сјајна је снага српских официра одличне војне спреме, са којима смо и ушли у рат 1912. године и чији је патриотизам био бескрајан.
Завршавајући своју поздравну беседу новом академику, Јован Цвијић је истакао чињеницу да Академија наука тражи од својих научника само научне успоне и домете, исказујући поштовање новом члану. Генерал Живко Павловић је био специфичан случај у Краљевској Академији. Његови претходници генерали Франтишек Зах, Јован Драгашевић и Јован Мишковић су за своје научне заслуге примани у ову највишу установу и нису били повлашћени као војници, већ као научници. За разлику од њих, Живко Павловић је примљен у ову установу „за успехе у стварању и развоју наше војне мисли“. Тиме је Српска Краљевска академија удостојила српску војну науку високим признањем, а Краљевска југословенска војска добила сјајног представника.

## Последње године
Августа месеца 1937. године, преминула је Видосава, супруга генерала Живка Павловића. Дана 20. августа исте године, на кућну адресу генерала Павловића стигао је меморандум саучешћа из Министарства иностраних послова од тадашњег начелника Политичког одељења Иве Андрића. Нешто касније, 20. септембра, исте године телеграм саучешћа је упутио пријатељ и изванредни посланик у Италији, Јован Дучић. Непуних шест месеци после женине смрти, 1938. године, Живко Павловић се разболео. Од бивших сарадника у војсци, бројних пријатеља међу интелектуалцима и омладине који су поштовали његово дело, стизале су бројне жеље за брзо оздрављење. Преминуо је 25. априла 1938. у Београдском Врачарском санаторијуму. Његов син Александар је овај догађај забележио:
У 12:50 часова, издахнуо је на мојим рукама и руци др Љубише П. Илића. Тешко је гледати како отац умире.
Сахрана је одржана 27. априла 1938. године, уз опело које је служено у Вазнесењској цркви, а на њему су присуствовали изасланик кнеза-намесника Павла бригадни генерал Жарко Мајсторовић, представници владе међу којима су били министар војске и морнарице армијски генерал Љубомир Марић, министар финансија Душан Летица, министар шума Богољуб Кујунџић и министар правде Милан Симоновић, представници Српске краљевске академије Александар Белић (председник), Владимир Ћоровић и бројни академици. У име војске погребу је присуствовао и начелник Главног генералштаба армијски генерал Милутин Недић који је одржао опроштајни говор, бројни активни и пензионисани официри Југословенске војске, чланови Удружења резервних официра. Сахрани су присуствовали и представници Удружења Носиоца Карађорђеве звезде са председником пуковником у пензији Радомиром Елезовићем, председник Српског културног клуба Данило Даничић и бројни чланови, представници Народне одбране, неколико хиљада грађана и многи други. Након опела погребна поворка је прошла главним Београдским улицама у правцу Новог гробља где је одржан погреб. Живко Павловић је сахрањен у свечаном цивилном оделу, док су се на ковчегу током проласка поворке налазиле његова генералска сабља, капа и ешарпа. Домаћа штампа је писала опширне чланке о овом догађају. Сахрана генерала Живка Павловића је била највеличанственија још од времена Првог светског рата, а он уврштен у ред највећих војсковођа српске и југословенске историје.

## Лични живот
Као водник III брдског дивизиона, Живко је упознао Видосаву Деспотовић (1875—1937), кћерку првог директора Учитељске школе Петра Деспотовића, писца педагошких књига, пореклом из Сомбора. Видосавина мајка Јелена (1853—1931) била је пореклом од богате пречанске породице Бикаревих, блиских у роду са чувеном породицом Дунђерски. Јеленин отац Сава Бикар познат је као пројектант првог друма Нови Сад—Сремски Карловци. Видосавин отац Петар Деспотовић погинуо је при повлачењу српске војске надомак Крушевца 1915, и гроб му никада није био откривен. У просветним круговима био је познат као писац Историје педагогије. Баба Јелена је стално била уз Видосаву и пазила је на Александра (1903—1962), Живковог сина јединца. Пошто му је тазбина била богата живео је угодним животом и посветио се науци. Дванаест особа радило је као послуга у његовој кући. Такође је помагао брата по оцу, а не тако често угошћавао је мештане свог села кад год би долазили у Београд. Често је посећивао родни Башин и одмарао се под липом која још постоји.

## Наслеђе
У Смедеревској Паланци се налази касарна „Генерал Живко Павловић“.

## Унапређење у чинове
| Питомац Каплар | Питомац Поднаредник | Питомац Наредник | Потпоручник         | Поручник          | Капетан Друге класе |
| -------------- | ------------------- | ---------------- | ------------------- | ----------------- | ------------------- |
|                |                     |                  |                     |                   |                     |
| 1889.          | 1890.               | 1891.            | 16. септембар 1892. | 22. фебруар 1896. | 22. фебруар 1899.   |

| Капетан Прве класе | Мајор          | Потпуковник    | Пуковник         | Генерал            | Дивизијски генерал |
| ------------------ | -------------- | -------------- | ---------------- | ------------------ | ------------------ |
|                    |                |                |                  |                    |                    |
| 6. април 1901.     | 6. април 1904. | 29. март 1909. | 14. јануар 1913. | 28. новембар 1919. | 26. август 1930.   |

## Одликовања

### Домаћа одликовања
- Орден Белог орла са мачевима 2. реда
- Орден Карађорђеве звезде са мачевима 3. и 4. реда
- Орден Карађорђеве звезде 4. реда
- Орден белог орла 5. реда
- Орден Светог Саве 3. реда
- Златна медаља за ревносну службу
- Медаља за војничке врлине
- Медаља краља Петра I
- Споменица за ослобођено Косово 1912.
- Спомен-крст 1913.
- Споменица на Први светски рат 1914—1918.
- Албанска споменица

### Инострана одликовања
- Орден за војничке заслуге 2. реда, Бугарска
- Орден Ђорђа I 3. реда, Грчка
- Ратни крст, Грчка
- Медаља за војне заслуге, Грчка
- Орден Светог Михаила и Светог Ђорђа 2. реда, Енглеска
- Орден Румунске круне 2. реда, Румунија
- Орден Румунске Звезде са мачевима 3. реда, Румунија
- Орден Свете Ане 2. реда, Русија
- Орден Светог Станислава 2. реда, Русија
- Орден Легије части 3. и 4. реда, Француска
- Ратни крст, Чехословачка